# Charlie Sivuarapik
Charlie Sivuarapik (Sheeguapik ; 1911 - 26 septembre 1968) est un sculpteur, illustrateur et conteur canadien inuk de Povungnituk dans le nord du Québec,.

## Biographie
Vers l'âge de 40 ans , Sivuarapik déménage dans un village nouvellement fondé par la Compagnie de la Baie d'Hudson, Puvirnituq. Souffrant de tuberculose pendant une grande partie de sa vie, il n'est pas en mesure de participer au rôle traditionnel de chasseur dans sa communauté. Afin de soutenir sa famille sur le plan  économique, il se tourne alors vers la sculpture sur pierre. 
Sa carrière est d'abord été influencée par James Archibald Houston, qui se rend à Puvirnituq entre 1948 et 1950 afin encourager le recours à la sculpture comme moyen de subsistance pour la communauté.  
Sivuarapik apprend à évaluer les œuvres d'art inuites et commence lui-même à sculpter ses propres créations. Il travaille d'abord avec de l'ivoire, représentant principalement des loutres, avant de façonner des figures humaines en pierre avec des traits réalistes et expressifs, à partir de 1953. 
Ses sculptures deviennent plus imposantes. Il incorpore fréquemment des matériaux secondaires pour distinguer les objets de chasse, tels que des couteaux et des lances.    
Son intérêt pour le réalisme est tel qu'il étudie sa propre anatomie et mesure les traits de son visage pour respecter les proportions. Son souci perfectionniste lui vaut le qualificatif nunavimmiutitut de sulijuk, qui désigne l'authenticité et la perfection.   
Sivuarapik était également versé dans le style européen de la gravure. L'excellence de son travail lui a permis de fonder l'Association des sculpteurs de Puvirnituq, aujourd'hui l'Association coopérative de Puvirnituq, qui fait partie de la Fédération des coopératives du Nord du Québec. Reconnu comme un chef de file, il est le premier Inuit à être élu à la Société des sculpteurs du Canada (Sculptors Society of Canada).    

## Sa mort
Il meurt de maladie le 26 septembre 1968. Les œuvres de Sivuarapik se retrouvent dans les collections de plusieurs musées, tels le Musée des beaux-arts du Canada, la Winnipeg Art Gallery et le Musée canadien de l'histoire.   